# Philip Henslowe
Philip Henslowe (Lindfield (Sussex), ca. 1550 - Southwark (Londen), 6 januari 1616) was een Engels zakenman, theaterondernemer en impresario in de elizabethaanse tijd.
Hij vestigde zich rond 1577 in Southwark, waar hij een rijke weduwe trouwde. Vanaf dat moment investeerde hij in vastgoed en zette verschillende bedrijven op. In 1585 bouwde hij een theater in Newington Butts in Surrey, vlak bij London Bridge.
In 1587 bouwde Henslowe met zijn partner John Cholmley het theater The Rose in Bankside. Dit was het derde grote permanente theater en het eerste in Bankside, een wijk die aan de overkant van de Theems lag, in de buurt van ander entertainment in de vorm van bierhuizen en bordelen. Henslowe was ook betrokken bij de bouw van de theaters The Fortune en The Hope.
In 1592 trouwde zijn stiefdochter met de vooraanstaande acteur Edward Alleyn, met wie hij een partnerschap aanging. Alleyn werd mede-eigenaar van Henslowes theaters en speelde zijn glansrollen in diens gezelschap de Admiral's Men.
Van 1592 tot 1606 hield Henslowe een aantekenboekje bij, dat bekendstaat als de Diary. De inhoud geeft een uniek overzicht van zijn theaterbezigheden en de daarmee gepaard gaande zakelijke beslommeringen. Het bevat een overzicht van de inkomsten en uitgaven van The Rose, betalingen en voorschotten aan spelers en schrijvers, lijsten van toneelattributen, kostuums, leningen e.d. Ook worden er titels van gespeelde stukken vermeld, waaronder een aantal van William Shakespeare, hoewel diens naam niet wordt genoemd.
Samen met Henslowes overige papieren kwam het na zijn dood in het bezit van Edward Alleyn. Het wordt bewaard in het door Alleyn gestichte Dulwich College.
In de succesvolle film Shakespeare in Love uit 1998 wordt de rol van Henslowe gespeeld door Geoffrey Rush.